# Franz Martin Wimmer
Franz Martin Wimmer (* 14. November 1942 in Sankt Martin bei Lofer, Land Salzburg) ist ein österreichischer Kulturphilosoph. Von 1997 bis 2008 war er außerordentlicher Universitätsprofessor am Institut für Philosophie der Universität Wien. Wimmer befasst sich insbesondere mit interkultureller Philosophie und prägte das Konzept Polylog.

## Leben

### Jugend und Ausbildung
Wimmer wuchs auf dem Bauernhof seiner Eltern in St. Martin bei Lofer im Pinzgau auf. Nach Besuch der Volks- und Hauptschule war Wimmer von 1957 bis 1961 als Landarbeiter tätig. Auf dem zweiten Bildungsweg absolvierte den humanistischen Zweig (Latein, Griechisch) der Aufbaumittelschule in Stams in Tirol. Seine Matura legte er 1965 mit Auszeichnung ab.
Er wurde Novize des Jesuitenordens in Sankt Andrä im Lavanttal. Dann betrieb er das Studium der Philosophie an der Philosophischen Hochschule Berchmanskolleg in Pullach im Isartal. Es folgte der Austritt aus der Ordensgemeinschaft und ein Studium der Philosophie und Politikwissenschaft an der Universität Salzburg. In den Jahren 1971–1975 arbeitete er als wissenschaftliche Hilfskraft. Wimmer promovierte 1975 in Salzburg sub auspiciis praesidentis mit einer Dissertation über „Verstehen, Beschreiben und Erklären“. 

### Wissenschaftliche Karriere
Nach der Promotion blieb er bis 1981 als Universitätsassistent und Lektor für das Fach Philosophie an der Universität Salzburg. Als Vertragsassistent und Lektor wechselte er 1982 an das Institut für Philosophie der Universität Wien. Dort schloss er 1990 die Habilitation ab und bekam die Lehrbefugnis für Philosophie verliehen. 1997 wurde Wimmer an der Universität Wien zum außerordentlicher Universitätsprofessor mit Forschungsschwerpunkt interkulturelle Philosophie ernannt. Er trat 2008 in den Ruhestand.
Gastprofessuren führten ihn an die University of California, Irvine (1980/81), die Universität Innsbruck (1993 und 2000), die Universidad de Costa Rica in San José (1995), die Universität Bremen (1997), die European Peace University (EPU Austria) in Stadtschlaining (1997) sowie die Universität Mumbai (Bombay, 1998).
Weitere Lehrtätigkeiten übernahm Wimmer an der Universität Klagenfurt und der Donau-Universität Krems. Hinzu kommen die Vortragstätigkeit an Volkshochschulen in Salzburg und Wien, die Lehrtätigkeit am International College for Tourism and Management (ITM) sowie Vortrags- und Organisationstätigkeiten am Institut für Wissenschaft und Kunst, Seminare an verschiedenen Institutionen v. a. in Österreich.

## Werk
Wimmer führt im Kontext des internationalen Dialogs der Philosophie den Begriff Polylog ein. Nach Wimmer müssen zwei Aspekte berücksichtigt werden, wenn im Philosophieren von Kulturen geredet wird. Der erste Aspekt ist der, dass Kulturen organisierte und systematische Bereiche sind, in denen Menschen leben und dass Kulturen in Konkurrenz zueinander stehen.
Der zweite zu betrachtende Aspekt ist der, dass seit der Neuzeit die Kulturen sich nach außen richten, also sich global orientieren. Das Problem der heutigen Philosophie bestehe darin, dass sich eine Kultur, nämlich die europäische, durchgesetzt und sich als wissenschaftlich festgesetzt habe.
Wimmer kommt zu dem Schluss: Halte keine philosophische These für gut begründet, an deren Zustandekommen nur Menschen einer einzigen kulturellen Tradition beteiligt waren.

## Auszeichnungen
- Großes Ehrenzeichen für Verdienste um die Republik Österreich (2010)

## Veröffentlichungen (Auswahl)
- Verstehen, Beschreiben, Erklären. Zur Problematik geschichtlicher Ereignisse. Symposion 57. Zugl.: Salzburg, Univ., Philos. Fak., Diss., 1974. Freiburg [Breisgau], München: Alber 1978. ISBN 3495473815.
- als Hrsg.: Vier Fragen zur Philosophie in Afrika, Asien und Lateinamerika. Wien: Passagen-Verl. 1988. ISBN 3900767076.
- Interkulturelle Philosophie. Geschichte und Theorie. Wien: Passagen-Verl. 1990. ISBN 3900767432.
- Globalität und Philosophie. Studien zur Interkulturalität. Wien: Turia und Kant 2003. ISBN 3851321766.
- Über Europa hinaus. Interkulturelle Philosophie im Gespräch. (= Kulturbegegnungen. Bd. 1). Osnabrück: Der Andere Verl. 2003. ISBN 3899590864.
- Interkulturelle Philosophie. Eine Einführung (= UTB 2470). Wien: WUV 2004. ISBN 3825224708.